# Tetraedro troncato aumentato
In geometria solida, il tetraedro troncato aumentato è un poliedro con 15 facce che può essere costruito, come intuibile dal suo nome, aumentando un tetraedro troncato facendo combaciare una delle sue facce esagonali con la base di una cupola triangolare.

## Caratteristiche
Il tetraedro troncato aumentato è uno dei 92 solidi di Johnson, in particolare quello indicato come J65, ossia un poliedro strettamente convesso avente come facce dei poligoni regolari ma comunque non appartenente alla famiglia dei poliedri uniformi, ed è il primo di una serie di diciannove solidi archimedei modificati tutti facenti parte dei solidi di Johnson.
Per quanto riguarda i 15 vertici di questo poliedro, su 6 di essi incidono due facce esagonali e una triangolare, su altri 6 incidono una faccia esagonale, una quadrata e due triangolari, e sugli altri 3 incidono due facce quadrate e due triangolari.

## Formule
Considerando un tetraedro troncato aumentato avente come facce dei poligoni regolari aventi lato di lunghezza {\displaystyle a}, le formule per il calcolo del volume {\displaystyle V} e della superficie {\displaystyle A} risultano essere:
{\displaystyle V={\frac {11{\sqrt {2}}}{4}}a^{3}\approx 3,8890873\ldots a^{3};}
{\displaystyle A=\left(3+{\frac {13{\sqrt {3}}}{2}}\right)a^{2}\approx 14,2583303\ldots a^{2}.}